# Acció del 14 d'octubre de 1918
L'acció del 14 d'octubre va ser un enfrontament naval de la Primera Guerra Mundial, quan el submarí de la Kaiserliche Marine SM U-139 va atacar al vaixell de vapor civil portuguès São Miguel i al vaixell d'arrossegament armat  NRP Augusto de Castilho en l'oceà Atlàntic el 14 d'octubre de 1918.

## Antecedents
A l'illa de Madeira, la patrullera portuguesa NRP Augusto de Castilho, sota el comandament del tinent primer Carvalho d'Araújo, va rebre la missió d'escortar el vaixell civil portuguès São Miguel, que era propietat d'Empresa Insulana de Navegação, durant la seva navegació des del port de Funchal (Madeira) fins al port de Ponta Delgada (Açores), amb 206 passatgers i diverses tones de càrrega a bord.
El NRP Augusto de Castilho, originalment el pesquer d'arrossegament Elite, construït en 1909, havia estat requisat pel govern portuguès i traslladat al servei de l'Armada portuguesa, que el va adaptar per a servir com a vaixell escorta després que Portugal entrés a la guerra el 1916. El vaixell estava equipat amb dos petits canons Hotchkiss, un de 65 mm a la proa i un altre de 47 mm a la popa.

## L'acció
Després de sortir de Funchal al vespre del 13 d'octubre, el São Miguel va ser atacat a les 6.15 h del 14 d'octubre pel submarí alemany SM U-139, un dels submarins més i millor equipats de l'armada alemanya, armat amb dos potents canons de 150 mm i 6 tubs llançatorpedes, i sota el comandament del famós Lothar von Arnauld de la Perière.
Per tal de protegir el São Miguel, i després d'usar totes les caixes de fum disponibles per crear una cortina de fum mentre disparaven repetidament el canó de popa, d'Araújo va ordenar al NRP Augusto de Castilho de girar cap al port, descrivint un semicercle, i avançar cap al submarí alemany per a rebre els trets del submarí, donant així temps al São Miguel d'escapar a tota velocitat.
Després de dues hores de lluita ferotge, i amb diverses víctimes mortals a la coberta, l'artilleria danyada, sense municions, i havent perdut el telègraf i el motor del vaixell, el vaixell portuguès es va rendir al baixar la bandera nacional i aixecant una bandera blanca. No obstant això, el submarí alemany va continuar disparant, colpejant la nau amb un impacte directe que va causar la mort d'Araújo i va ferir al guardiamarina Armando Ferraz per segona vegada. Després de rebre ordres del guardiamarina d'abandonar el vaixell, els supervivents portuguesos van ser capaços d'entrar en dos bots salvavides.
El vaixell va ser després abordat i enfonsat pels alemanys amb càrregues explosives, portant amb ells els cossos d'Araújo i dels mariners portuguesos que havien perit durant la batalla.

## Conseqüències
Un dels bots salvavides van arribar a l'illa de Santa Maria després de 48 hores amb 29 dels supervivents, amb un dels mariners ferits que va morir durant el viatge. L'altre bot salvavides, amb 12 supervivents a bord, va arribar a l'illa de São Miguel el 17 d'octubre.
L'acció va ser l'última del SM U-139. Unes poques setmanes més tard, el 24 de novembre, el submarí es va lliurar a França.